# .so
.so è il dominio di primo livello nazionale assegnato alla Somalia.
Originariamente gestito dalla società statunitense World Class Domains, nel 2009 il controllo è passato al governo somalo.
Nel 2018 il governo dello stato non riconosciuto del Somaliland ha vietato l'uso del .so nel suo territorio.